# Anton Schöpfer

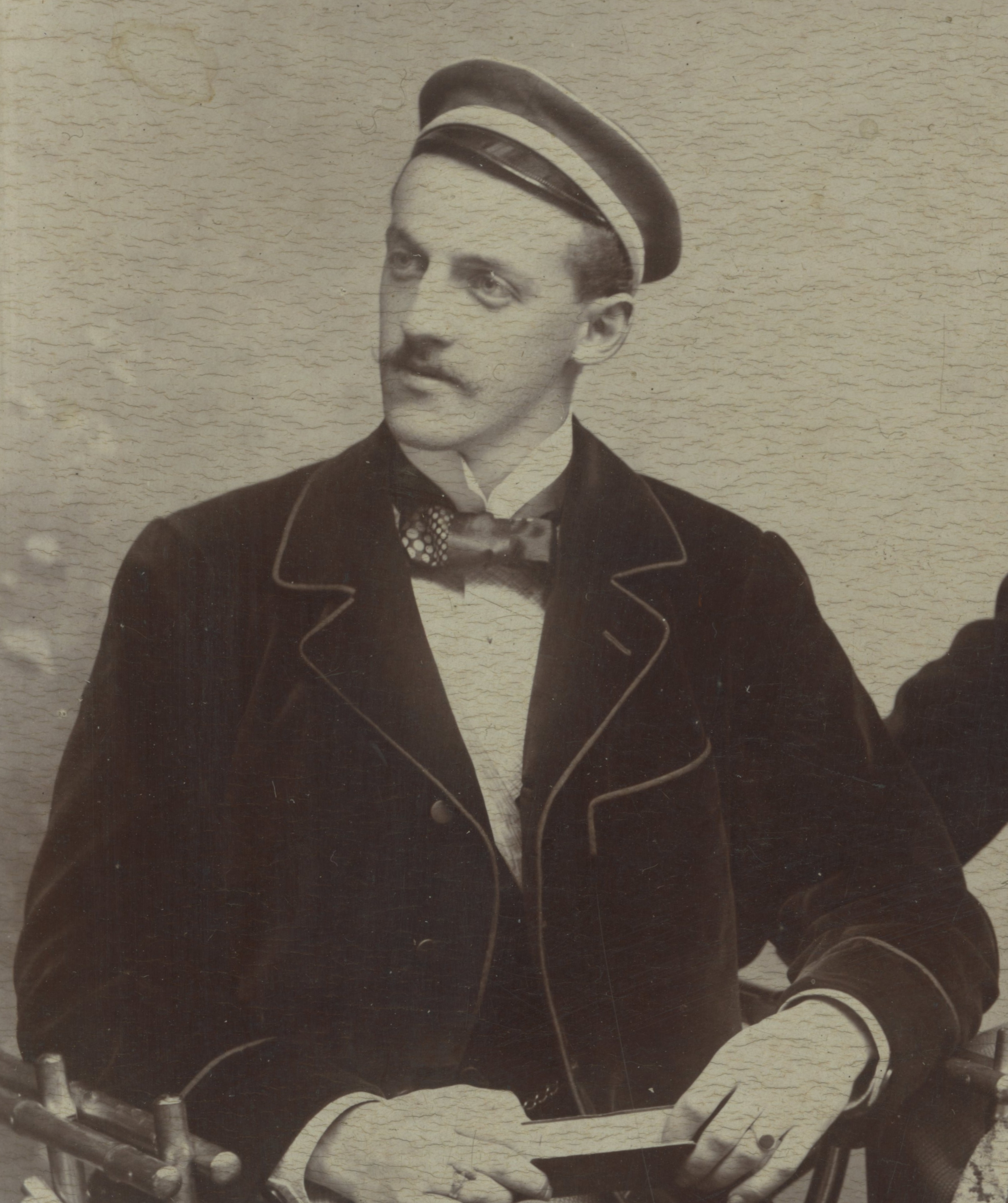
Anton Schöpfer (1899)

Anton Schöpfer (* 2. Juli 1877 in Innsbruck; † 9. Oktober 1960 in Solbad Hall) war ein österreichischer Verwaltungsjurist. Er war Generaldirektor der Österreichischen Bundesbahnen und FPÖ-Politiker.

## Leben
Schöpfer studierte an der Universität Innsbruck Ingenieur- und Rechtswissenschaften. und schloss sein Studium mit der Promotion zum Dr. iur. ab. Er war ab 1899 Mitglied des Corps Gothia Innsbruck. 1905 wurde er Beamtenaspirant beim Bahnstationsamt St. Anton. Ein Jahr später wurde er Bahnkonzipient bei der Staatsbahndirektion Innsbruck, 2. Abteilung, für Rechts- und allgemeine Verwaltungsangelegenheiten. Im Jahr 1908 folgte das Dienstverhältnis als Bahnkonzipist bei der Staatsbahndirektion Innsbruck, in der 2. Abteilung, für Rechts- und allgemeine Verwaltungsangelegenheiten. Von 1910 bis 1914 war er Ministerialkonzipist, Eisenbahn-Ministerium Präsidial-Bureau, und von 1915 bis 1916 Ministerial-Vizesekretär beim Eisenbahn-Ministerium Präsidial-Bureau. Während des Ersten Weltkriegs rückte Schöpfer zur militärischen Dienstleistung ein und erhielt mehrere Auszeichnungen. In den Jahren von 1917 bis 1918 folgte die Stellung als Ministerialsekretär. 1919 wurde Schöpfer Sektionsrat und 1921 Ministerialrat. Von 1923 bis 1930 war er Bundesbahndirektor bei der Bundesbahndirektion Villach. Im März 1930 wurde Schöpfer Leiter der neu geschaffenen Personaldirektion der Bundesbahnen. Im Juni 1930 wurde er Direktor der Bundesbahndirektion Wien-Nordost, die mit 1. Juli 1932 mit der Direktion Wien-Südwest zu einer einzigen Bundesbahndirektion für Wien zusammengelegt wurde, deren Direktor Schöpfer wurde. Im Oktober 1932 wurde er Personaldirektor der Bundesbahnen.
Als im Zuge der Hirtenberger Waffenaffäre der Generaldirektor der Österreichischen Bundesbahnen (ÖBB) Egon Seefehlner suspendiert wurde, kam Schöpfer im Februar 1933 auf seinen Stuhl. Er bekleidete diese Position bis zum Anschluss Österreichs. Seine Aussage, für alle ÖBB-Angestellten sei der Beitritt zur Vaterländischen Front selbstverständliche Pflicht, sorgte für heftige Proteste der Sozialdemokraten. Schöpfer war vom 24. Mai 1938 bis 20. September 1938 im KZ Dachau inhaftiert. In der Nachkriegszeit in Österreich war er von 1956 bis zum 19. Mai 1957 Landesparteiobmann von Tirols Freiheitlicher Partei.